# Fontamara
 (décembre 2023).
Si vous disposez d'ouvrages ou d'articles de référence ou si vous connaissez des sites web de qualité traitant du thème abordé ici, merci de compléter l'article en donnant les références utiles à sa vérifiabilité et en les liant à la section « Notes et références ».
Fontamara est le premier roman de l'écrivain italien Ignazio Silone, écrit entre 1929 et 1931 à Davos en Suisse, Silone ayant fui le régime fasciste.
Publié en 1933, le roman a été acclamé dans le monde entier et s'est vendu à un million et demi d'exemplaires en 27 langues. Victor Wolfson (en) a adapté le roman pour le théâtre en 1936 et la pièce Bitter Stream a été joué à New York. Carlo Lizzani a réalisé un film tiré du roman en 1980 : Fontamara.
Le roman est un symbole de résistance au fascisme.